# Життя на краю (фільм)
Життя на краю (англ. Living on the Edge) (повна назва: Living on the Edge, the Poetic Works of Gérald Leblanc більш відомий французькою назвою L'extrême frontière, l'oeuvre poétique de Gérald Leblanc) — документальний фільм 2005 року канадського режисера акадійського походження Родріга Жана. У документальному фільмі Родріг Жан віддає належне своїм акадійським кореням, акцентуючи увагу на поезії Жеральда Лебланка.

## Сюжет
Дитина покоління "Біт", Джеральд Леблан поєднав урбаністичність і американізм, блукаючи, далеко за межі табу. Роблячи це, він допоміг просунути в Акадію епоху модернізму.